# Акрон
Акрон (енгл. Akron) град је америчке савезне државе Охајо. По попису из 2010. године има 199.110 становника. Налази се у регији Великих језера, око 39 km јужно од језера Ири, и уз реку мала Кајахога.

## Демографија
По попису из 2010. године број становника је 199.110, што је 17.964 (-8,3%) становника мање него 2000. године.
|                   | 2010.            | 2000.            |
| Укупно            | 199 110 (100,0%) | 217 074 (100,0%) |
| Белци             | 121 946 (61,25%) | 144 719 (66,67%) |
| Афроамериканци    | 62 648 (31,46%)  | 61 827 (28,48%)  |
| Остали            | 6 043 (3,035%)   | 4 758 (2,192%)   |
| Хиспаноамериканци | 4 255 (2,137%)   | 2 513 (1,158%)   |
| Азијати           | 4 218 (2,118%)   | 3 257 (1,500%)   |

Познати рођени у Акрону
- Стефен Кари, кошаркаш.

## Партнерски градови
- Кемниц